# Bufònids
Els bufònids (Bufonidae) són una família d'amfibis que agrupa els gripaus autèntics. Tenen una distribució cosmopolita (a tots els continents llevat d'Austràlia i l'Antàrtida) ocupant des de zones àrides fins a selves pluvials. Tenen la cintura pectoral arcífera, el maxil·lar no té dents i la pupil·la és horitzontal. Les espècies europees tenen la pell molt granulosa. Són de costums terrestres o fossores i les potes són curtes. L'amplexus és axil·lar. Molts bufònids solen tindre el crani extremament ossificat.

## Taxonomia
Inclou els següents gèneres:
- Adenomus (Cope, 1861)
- Altiphrynoides (Dubois, 1987)
- Amietophrynus (Frost i cols., 2006)
- Anaxyrus (Tschudi, 1845)
- Andinophryne (Hoogmoed, 1985)
- Ansonia (Stoliczka, 1870)
- Atelophryniscus (McCranie, Wilson & Williams, 1989)
- Atelopus (Duméril & Bibron, 1841)
- Bufo (Laurenti, 1768)
- Bufoides (Pillai & Yazdani, 1973)
- Capensibufo(Grandison, 1980)
- Chaunus
- Churamiti (Channing & Stanley, 2002)
- Crepidophryne (Cope, 1889)
- Dendrophryniscus (Jiménez de la Espada, 1871)
- Didynamipus (Andersson, 1903)
- Duttaphrynus (Frost i cols., 2006)
- Frostius (Cannatella, 1986)
- Ingerophrynus (Frost i cols., 2006)
- Laurentophryne (Tihen, 1960)
- Leptophryne (Fitzinger, 1843)
- Melanophryniscus (Gallardo, 1961)
- Mertensophryne (Tihen, 1960)
- Metaphryniscus (Señaris, Ayarzagüena & Gorzula, 1994)
- Nectophryne (Buchholz & Peters, 1875)
- Nectophrynoides (Noble, 1926)
- Nimbaphrynoides (Dubois, 1987)
- Oreophrynella (Boulenger, 1895)
- Osornophryne (Ruiz-Carranza & Hernández-Camacho, 1976)
- Parapelophryne (Fei, Ye & Jiang, 2003)
- Pedostibes (Günther, 1876)
- Pelophryne (Barbour, 1938)
- Pseudobufo (Tschudi, 1838)
- Rhaebo (Cope, 1862)
- Rhamphophryne (Trueb, 1971)
- Rhinella (Fitzinger, 1826)
- Schismaderma (Smith, 1849)
- Spinophrynoides (Dubois, 1987)
- Stephopaedes (Channing, 1979)
- Truebella (Graybeal & Cannatella, 1995)
- Werneria (Poche, 1903)
- Wolterstorffina (Mertens, 1939)